# L'Exécutrice
Pour plus de détails, voir Fiche technique et Distribution.
L'Exécutrice est un film français réalisé par Michel Caputo, sorti en 1986.

## Synopsis
Une inspectrice à la brigade des stupéfiants et du proxénétisme à Paris mène son enquête sur un étrange trafic de jeunes adolescentes par une certaine Madame Wenders. Cette célèbre proxénète qui a longtemps exercé dans la capitale est proche du supérieur de l'inspectrice qui parvient à la mettre sous les verrous après la découverte de cassettes érotiques illégales. Lorsqu'elle apprend que sa sœur est kidnappée, elle va tout mettre en œuvre pour devenir une justicière implacable et vengeresse malgré son attitude de nature très calme.

## Fiche technique
- Titre français : L'Exécutrice
- Réalisation : Michel Caputo
- Scénario : Michel Caputo
- Production : Jean-François Davy et René Chateau
- Photographie : Gérard Simon
- Cascades : Rémy Julienne
- Pays d'origine :  France
- Format : Couleurs - Mono
- Genre : policier, action
- Date de sortie : 1986

## Distribution
- Brigitte Lahaie : Martine
- Michel Modo : Le commissaire
- Richard Allan : Walter
- Pierre Oudrey : Valmont
- Michel Godin : Antoine
- Betty Champeval : Bleck
- Dominique Erlanger : Madame Wenders
- Jean-Hugues Lime : Inspecteur Legrand
- Dominique LeMonier : Joelle
- Anne-Valérie Petit : Caroline
- Thang-Long
- David Vergnes : Luigi
- Stéphane Bazin : Gérard
- Philippe Gasté
- Gilbert Servien
- Benoît Gourley
- Pierre Woodman
- Laurence Roche

## Production
Caputo voulait tenter un nouveau genre cinématographique après des films pornographiques et veut tourner, en s'endettant, un film policier. C'est en fait un remake de Sybil, tous les trous sont permis, qu'il tourna sous le pseudonyme de Michel Baudricourt. Le film est marketé comme le « seul film traditionnel que Brigitte Lahaie a tourné en vedette, largement inspiré des œuvres avec Belmondo », dont les affiches de L'Exécutrice, conçues par René Chateau, s'inspirent de la filmographie de Belmondo. L'Exécutrice s'inspire du Marginal et de Brigade des mœurs,.

## Accueil
Le film est un échec commercial malgré son montage où il n'est interdit qu'aux moins de 13 ans. Les critiques rétrospectives, lors de la restauration en 2023, sont mitigées concernant la direction d'acteurs et sur les différents aspects hybrides du film entre le film policier des années 1980, avec des moyens de série B ou d'un film d'exploitation, et les scènes érotiques complaisantes,,.